# Coeluroides
Coeluroides („jako Coelurus“) byl rod teropodního dravého dinosaura, žijícího v období nejpozdnější křídy (asi před 70 až 66 miliony let) na území dnešní Indie (oblast v okolí města Džabalpur ve státě Madhjapradéš).

## Historie
Formálně byl typový druh C. largus popsán v roce 1933 na základě objevu izolovaných ocasních obratlů (materiál s katalogovým označením GSI K27/562) v sedimentech geologického souvrství Lameta. Není známo, ke které skupině teropodů tento druh patřil. V roce 2004 byla provedena revize indických teropodních taxonů, ze které vyplývá, že C. largus je pravděpodobně validní (vědecky platný) druh. Celkově byl nejspíš podobný menšímu rodu Jubbulpuria. Podle konferenčního abstraktu z roku 2012 se může jednat o starší synonymum rodu Ornithomimoides. Dnes bývá tento taxon označován za nomen dubium (vědecky pochybné jméno).
Fosilie tohoto a dalších dinosaurů ze stejného souvrství mohly být již před staletími nevědomky uctívány hinduisty v místních chrámech (například jako božstvo zvané Šarabha).

## Popis
Pravděpodobně se jednalo o menšího masožravého dinosaura, chodícího po dvou. Podle některých odhadů mohl měřit na délku kolem 2 metrů a vážil asi 30 kilogramů. Více však o něm z několika dochovaných ocasních obratlů zatím není možné zjistit. Mohlo se nicméně jednat o zástupce čeledi Abelisauridae.